# Henri Guaino

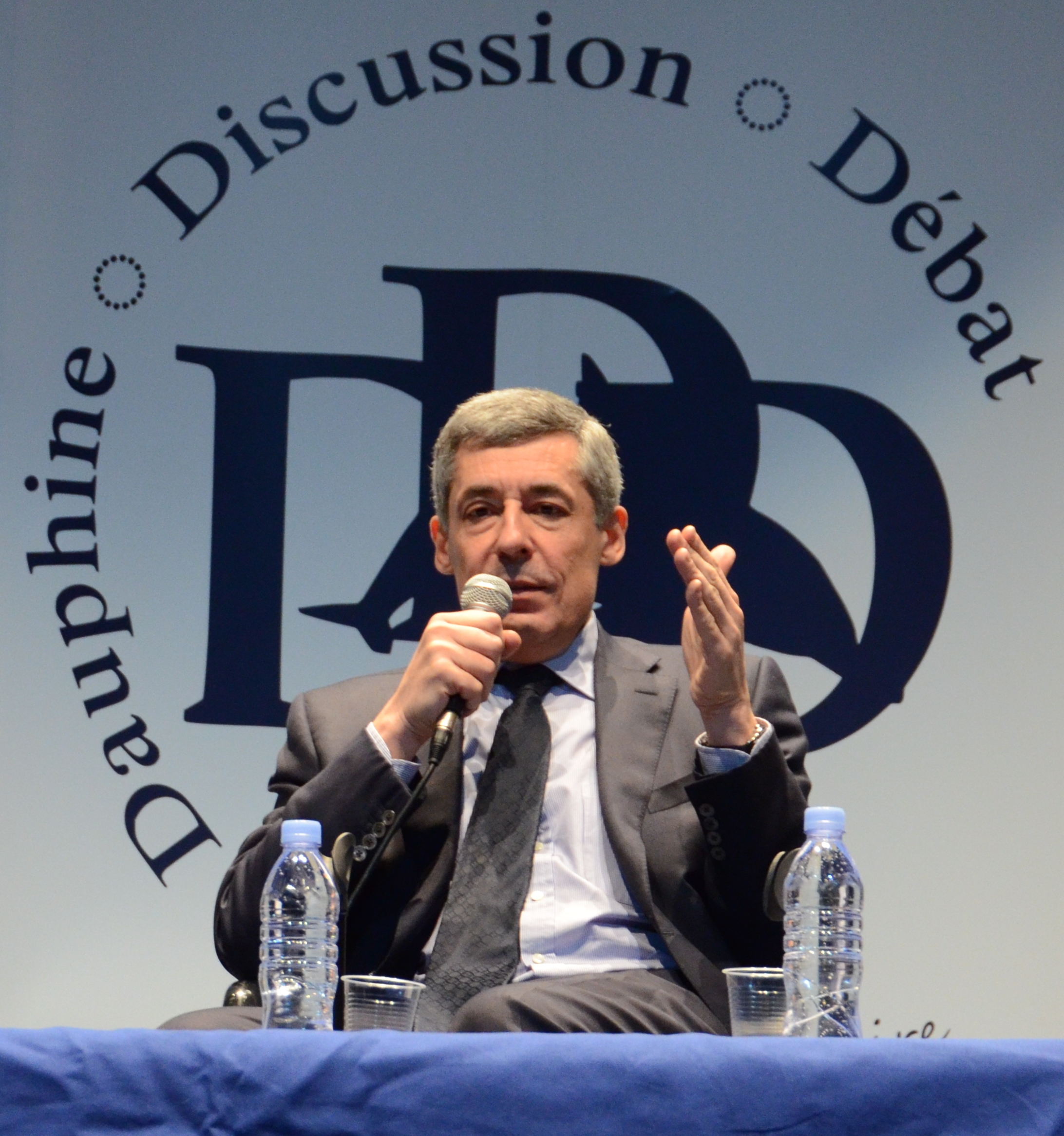
Henri Guaino

Henri Guaino (* 11. März 1957 in Arles, Département Bouches-du-Rhône) ist ein französischer Ökonom und Politiker. Er war der Redenschreiber des Staatspräsidenten Nicolas Sarkozy.

## Leben und Wirken

### Ausbildung und berufliche Tätigkeit als Ökonom und Hochschullehrer
Guaino studierte Geschichtswissenschaft an der Université Paris 1 Panthéon-Sorbonne und schloss mit einer Licence ab; anschließend machte er ein Diplôme d’études approfondies (DEA) in Wirtschaftspolitik an der Universität Paris-Dauphine. 1982 erwarb er einen Abschluss am Institut d’études politiques de Paris („Sciences Po“).
Von 1982 bis 1986 war er Ökonom bei der Großbank Crédit Lyonnais und Dozent an der ESCP Europe und der École Normale Supérieure de Saint-Cloud (1984–1987). Später wurde er stellvertretender Generalsekretär des Pariser Clubs (1987–1988) und Dozent an Sciences Po (1988–2003).

### Politische Karriere
Bereits in den 1980er Jahren begann er als Anhänger von Jacques Chirac eine politische Karriere. Bereits 1988 hatte er eine Funktion als Ghostwriter in der nationalen Politik, als es ihm im Präsidentschaftswahlkampf 1988 oblag, die Interviews des Kandidaten Chirac umzuschreiben.
In den 1990er Jahren stand er politisch Philippe Seguin nahe und engagierte sich in dessen Kampagne gegen den Vertrag von Maastricht vor dem diesbezüglichen Referendum 1992. Guaino war auch Mitarbeiter Seguins in dessen Abgeordnetenbüro in der Nationalversammlung und hatte einen Platz auf Seguins Liste bei den Pariser Kommunalwahlen 2001.
1995 ernannte Staatspräsident Chirac Guaino zum Commissaire général au Plan; den Posten verlor er jedoch nach den Parlamentswahlen von 1998 wieder, bei denen die Linke eine Mehrheit errang und daraufhin unter dem Sozialisten Lionel Jospin die Regierung stellte. 2003 wurde Guaino Aufsichtsrat der Umwelt- und Energiebehörde Agence de l’environnement et de la maîtrise de l’énergie (Ademe). Ebenfalls war er zeitweise Aufsichtsrat der staatlichen Elektrizitätsgesellschaft EDF.
In der Amtszeit Nicolas Sarkozys als französischer Staatspräsident vom 16. Mai 2007 bis zum 15. Mai 2012 war Henri Guaino dessen Berater sowie der Autor aller wichtigen Reden Sarkozys und galt als einer seiner engsten Vertrauten.
Guaino wurde bei der Parlamentswahl in Frankreich 2012 im 3. Wahlkreis des Départements Yvelines in die Nationalversammlung gewählt. Er gewann sein Mandat gegen die sozialistische Kandidatin Fabienne Gelgon-Bilbault mit 61,85 % der abgegebenen Stimmen. Seine Aufstellung als UMP-Kandidat in dem Wahlkreis hatte wegen Guainos Nähe zu Sarkozy, der unmittelbar zuvor die Präsidentschaftswahl gegen François Hollande verloren hatte, innerhalb der Partei zu Kritik geführt.
Bei der Parlamentswahl in Frankreich 2017 trat er im 2. Pariser Wahlkreis an, schied jedoch mit nur 4,5 % der Stimmen bereits im ersten Wahlgang aus. Er kündigte daraufhin seinen Rückzug aus der Politik an und bezeichnete die Wähler seines Wahlkreises als „zum Kotzen“.
Vor dem Präsidentschaftswahlkampf 2017 wollte Guaino bei den Vorwahlen des Mitte-rechts-Lagers antreten, musste von diesem Vorhaben aber abrücken, weil es ihm nicht gelang, die erforderliche Zahl Unterstützungserklärungen gewählter Mandatsträger zu bekommen.

## Schriften
- L’étrange renoncement. Albin Michel, Paris 1998, ISBN 2-226-10548-4.
- (mit Daniel Cohn-Bendit:) La France est-elle soluble dans l’Europe ? Albin Michel, Paris 1999, ISBN 2-226-10888-2.
- La sottise des modernes. Plon, Paris 2002, ISBN 2-259-19224-6.
- La nuit et le jour. Plon, Paris 2012, ISBN 978-2-259-21969-3.
- (mit Denis Kessler:) L’avenir de l’euro et de la BCE (= Les Carnets des dialogues du matin). Institut Diderot, 2013, ISSN 2272-835X (issuu.com).
- Camus au Panthéon Discours imaginaire. Plon, Paris 2013, ISBN 978-2-259-21968-6.
- En finir avec l’économie du sacrifice. Odile Jacob, Paris 2016, ISBN 978-2-7381-3480-6.
- Ils veulent tuer l’Occident. Odile Jacob, Paris 2019, ISBN 978-2-7381-4761-5.